# Đại biểu Quốc hội Hoa Kỳ từ Oregon
Đây là danh sách hiện tại các Đại biểu Quốc hội Hoa Kỳ từ Oregon tại Thượng viện và Hạ viện của Quốc hội Hoa Kỳ.

## Tổng quan

### Đại diện ở Thượng viện
Theo Hiến pháp Hoa Kỳ, mỗi tiểu bang luôn luôn có hai đại diện ở Thượng viện Hoa Kỳ và con số hai đại diện này không thay đổi theo thời gian hay theo mức gia tăng dân số.

### Đại diện ở Hạ viện
Số đại diện cho mỗi tiểu bang ở Hạ viện Hoa Kỳ thay đổi theo hướng gia tăng dân số. Lúc ban đầu Oregon chỉ có một đại diện ở Hạ viện Hoa Kỳ là từ năm 1849 khi Oregon còn là một lãnh thổ cho đến năm 1893. Hiện nay Oregon có đến 5 đại diện tại Hạ viện Hoa Kỳ. Sau đây là bảng liệt kê số đại diện của Oregon tại Hạ viện Hoa Kỳ theo thời gian:
- 1849-1893 có một
- 1893-1913 có hai
- 1913-1943 có ba
- 1943-1983 có bốn
- 1983 đến nay có năm

## Đại diện hiện tại ở Quốc hội Hoa Kỳ

### Các thượng nghị sĩ của Quốc hội Hoa Kỳ lần thứ 110
- Ron Wyden (Đảng Dân chủ): Thượng nghị sĩ cao cấp (Bậc 3) từ Oregon. Nhiệm kỳ mãn hạn vào năm 2010.
- Gordon Smith (Đảng Cộng hòa): Thượng nghị sĩ (Bậc 2) từ Oregon. Nhiệm kỳ mãn hạn vào năm 2008.

### Dân biểu của Quốc hội Hoa Kỳ lần thứ 110
Nhiệm kỳ: 2007-2009

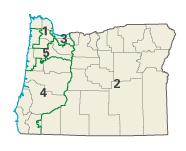
Bản đồ chia Oregon thành 5 khu vực bầu cử quốc hội, mỗi khu bầu lên một Dân biểu tại Hạ viện Hoa Kỳ

- David Wu (Đảng Dân chủ Hoa Kỳ): Đại diện cho khu bầu cử quốc hội số 1 [1]
- Greg Walden (Đảng Cộng hòa Hoa Kỳ): Đại diện cho khu bầu cử quốc hội số 2 [2]
- Earl Blumenauer (Đảng Dân chủ Hoa Kỳ): Đại diện cho khu bầu cử quốc hội số 3 [3]
- Peter DeFazio (Đảng Dân chủ Hoa Kỳ): Đại diện cho khu bầu cử quốc hội số 4 [4]
- Darlene Hooley (Đảng Dân chủ Hoa Kỳ): Đại diện cho khu bầu cử quốc hội số 5 [5]